# Spindasis subaureus
Spindasis subaureus är en fjärilsart som beskrevs av Grose-smith 1898. Spindasis subaureus ingår i släktet Spindasis och familjen juvelvingar. Inga underarter finns listade i Catalogue of Life.